# Benson (Minnesota)
Benson è una città degli Stati Uniti d'America, situata in Minnesota, nella Contea di Swift, della quale è anche il capoluogo.